# Eisenbahnunfall von Islamorada

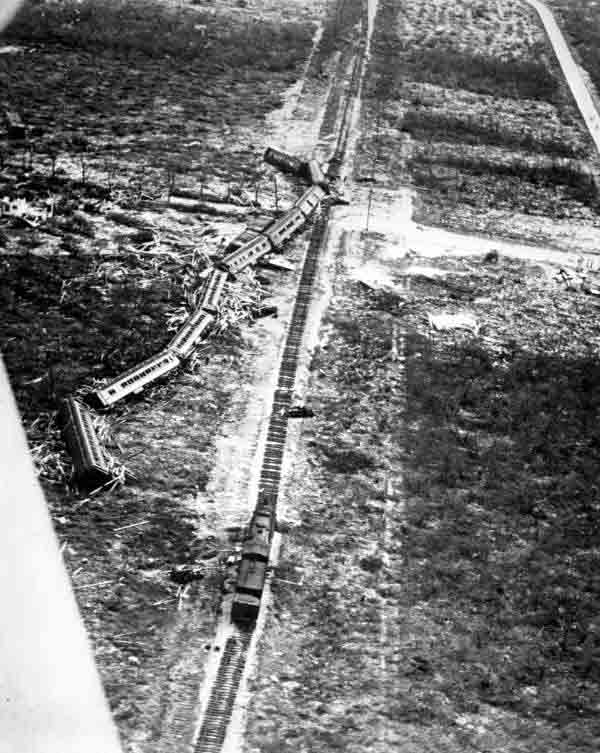
Verunfallter Zug bei Islamorada

Der Eisenbahnunfall von Islamorada war die durch einen Hurrikan verursachte Entgleisung eines Zuges der Florida East Coast Railway auf Upper Matecumbe Key, einer Insel der Gemeinde Islamorada am 2. September 1935.

## Ausgangslage
Die Hauptverkehrsader für die Florida Keys, die die Inseln mit dem Festland verband, war damals noch die eingleisige Florida Overseas Railroad.
Am 2. September 1935 bedrohte der Labor-Day-Hurrikan die Florida Keys. Um die damals wenigen Bewohner und Veteranen aus dem Ersten Weltkrieg zu evakuieren, die dort als Teil eines staatlichen Hilfsprogramms eine neue Straßenbrücke zwischen den Upper Keys errichteten, wurde ein Zug mit 10 Personenwagen von Homestead auf die Strecke geschickt.

## Unfallhergang
Der Zug wurde, bevor er das Camp der Veteranen auf Lower Matecumbe Keye erreichte, von der Sturmflut erfasst und von den Schienen gespült.

## Folgen
Wie viele der Insassen des Zuges bei dem Eisenbahnunfall starben, ist nicht bekannt. Insgesamt verloren durch den Hurrikan auf den Florida Keys mindestens 423 Menschen (164 Einwohner und 259 Veteranen) ihr Leben. Noch in Flamingo und Cape Sable, am südwestlichen Ende des Festlands von Florida, wurden Leichen angespült.